# St. Elisabeth (Düsseldorf-Reisholz)

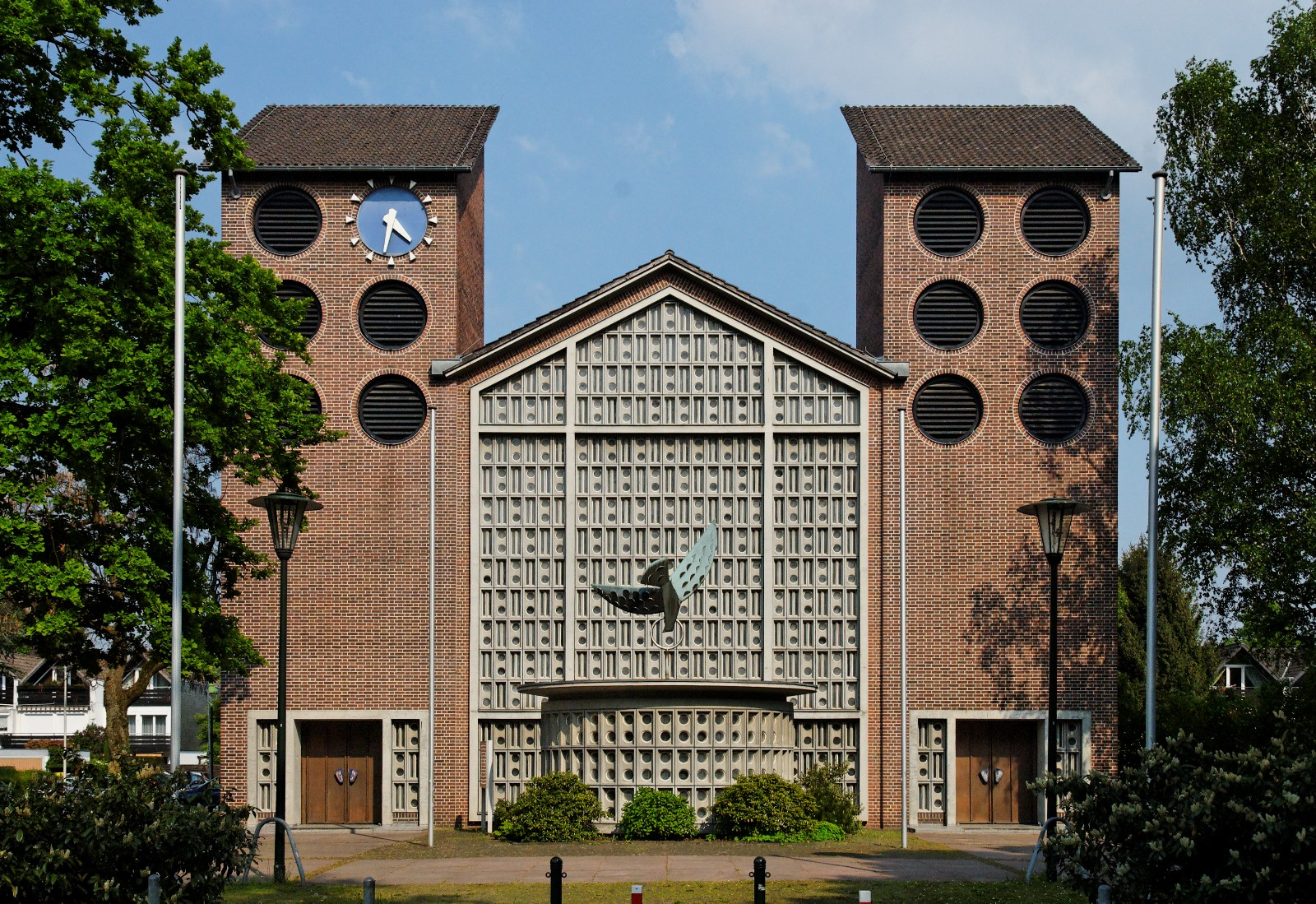
Doppelturmfassade der Elisabethkirche mit Baptisterium

St. Elisabeth ist eine katholische Kirche im Düsseldorfer Stadtteil Reisholz.
Die Vorgängerkirche war eine Notkirche von Caspar Clemens Pickel, die 1907 auf einem Grundstück, das die Industrie-Terrains Düsseldorf-Reisholz AG (IDR) dem Erzbistum Köln schenkte, errichtet wurde. 1951 wurde St. Elisabeth zur kanonischen Pfarre erhoben. Diese Kirche war bald nicht mehr ausreichend, so dass 1955 der heutige Bau durch den Architekten Heinz Thoma errichtet wurde. Die vom Himmel herabstürzende Taube an der Fassade schuf Zoltan Székessy. Im Oktober 1955 wurde die neue Kirche geweiht. Eine Neuausstattung erfolgte 1979.
St. Elisabeth ist eine weiträumige Hallenkirche auf rechteckigem Grundriss aus Backstein mit Beton-Zierelementen. Auf der Altarseite ist sie querhausartig erweitert. Ins Auge fällt die breite Doppelturmfassade, die zur Straße weist. Die Giebelwand zwischen den querrechteckigen Türmen ist ganz in Beton-Glas-Felder aufgelöst. Vor ihr steht eine runde Taufkapelle, über der eine Bronzetaube schwebt.